# FC Inter Sibiu
FC Inter Sibiu was een Roemeense voetbalclub uit Sibiu. De club speelde tussen 1988 en 1996 in de hoogste klasse.

## Geschiedenis
De club werd in 1982 opgericht. In 1986 promoveerde de club naar de Divizia B en twee jaar later naar de Divizia A, de hoogste klasse. Na een seizoen in de middenmoot werd de club zesde in het tweede seizoen. 1990/91 werd het succesvolste seizoen uit de clubgeschiedenis, Inter werd vierde in de competitie en won de Balkan Cup tegen Budućnost Titograd.
De club kon dit succes niet meer evenaren. Het volgende seizoen eindigde de club op een twaalfde plaats en eindigde dan drie seizoenen in de middenmoot. In 1995/96 werd de club voorlaatste en degradeerde. In de tweede klasse moest de club meteen tegen degradatie vechten. De volgende seizoenen kon de club zich in de middenmoot vestigen. In 2000 kreeg de club zware financiële problemen en trok zich na de veertiende speeldag terug uit de tweede klasse. Het jeugdelftal speelde het seizoen wel uit.
In 2003 fusioneerde de club met AMSO Sibiu en werd zo FC Sibiu. Die club verdween in 2007 en als opvolger werd dat jaar CSU Voința Sibiu opgericht.

## Erelijst
Balkan Cup
1991

## Bekende spelers
- Marius Baciu
- Gheorghe Mihali
- Dorinel Munteanu
- Radu Niculescu